# 경남테크노파크
경남테크노파크는 경남에 위치한 테크노파크이다. 경상남도 창원시 마산회원구 내서읍 중리공단로 65에 위치하고 있다..